# Carlos Soto (Fußballspieler, I)
Carlos Soto war ein bolivianischer Fußballspieler. Der Mittelfeldspieler absolvierte sechs Länderspiele für die bolivianische Nationalelf. 

## Karriere

### Verein
Über die Vereinskarriere von Carlos Soto sind keine verlässlichen Informationen verfügbar.

### Nationalmannschaft
Carlos Soto debütierte beim Campeonato Sudamericano 1926 gegen Chile. Es war die Premiere Boliviens bei einer Südamerikameisterschaft. Der Mittelfeldspieler spielte alle vier Partien und schoss bei der 1:6-Niederlage gegen Paraguay nach fünf Spielminuten die 1:0-Führung. Die Verdes verloren alle vier Spiele deutlich und wurden ohne Punkt und mit 2:24 Toren Tabellenletzter.
Beim Campeonato Sudamericano 1927 wurde der Mittelfeldspieler erneut nominiert und kam bei den beiden deutlichen Niederlagen gegen Argentinien und Uruguay zum Einsatz. Das Spiel gegen Uruguay war zugleich Sotos letzter Nationalmannschaftseinsatz. Bolivien wurde nach drei Niederlagen erneut Letzter.